# 1898 az irodalomban
Az 1898. év az irodalomban.

## Események

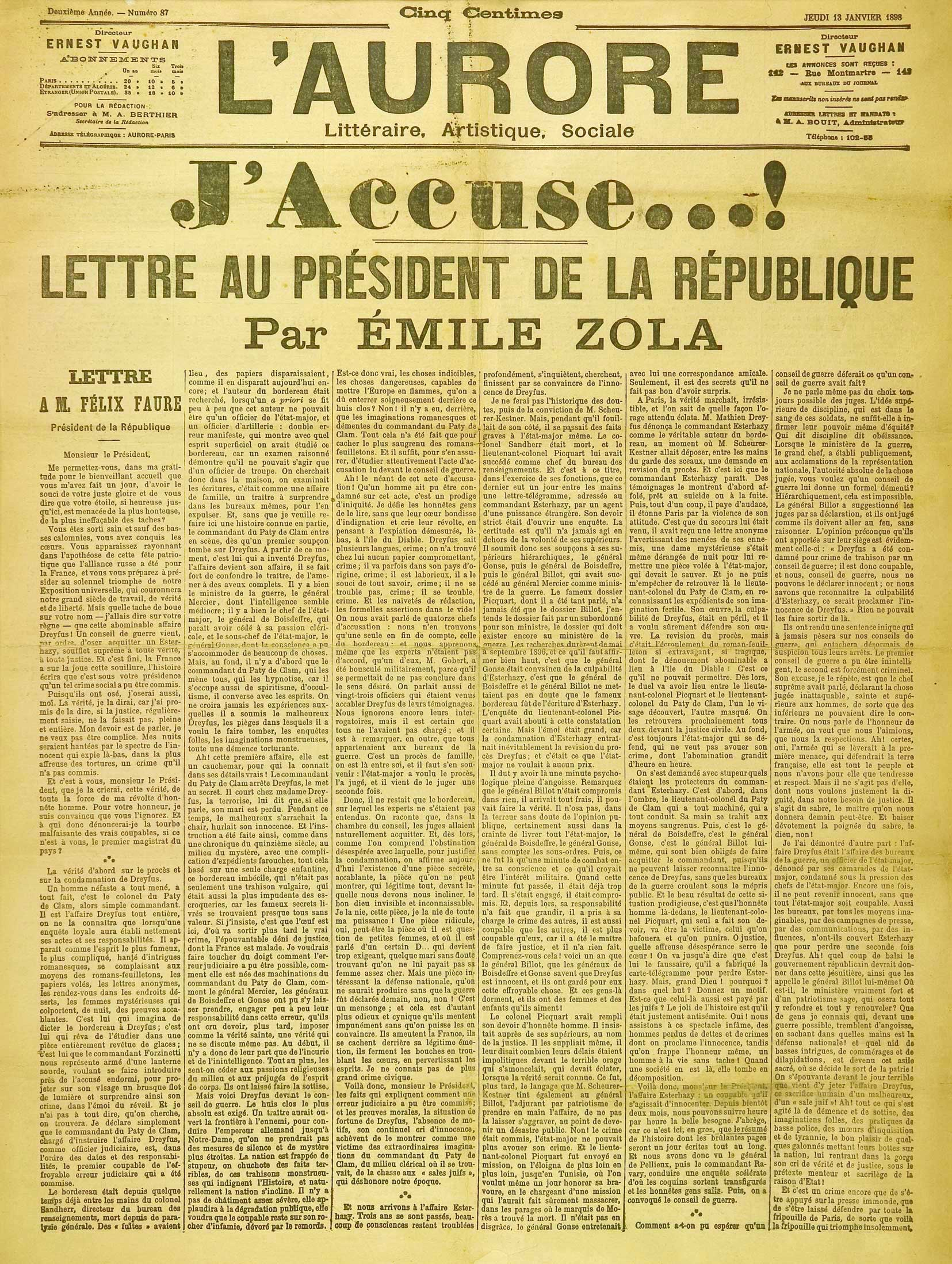
Émile Zola nyílt levele a francia lapban (január 13.)

- Európa irodalmi köreit is felkavarja az ún. Dreyfus-ügy. Émile Zola J'accuse! (Vádolom) címen nyílt levelet intéz a francia köztársasági elnökhöz, melyet január 13-án első oldalon közöl a párizsi L’Aurore című napilap.

## Megjelent új művek
- Joseph Conrad első elbeszéléskötete: Tales of Unrest
- Anton Csehov elbeszélései:
  - Jonics (Ионыч)
  - Egy orvosi eset (Случай из практики)
  - (az ún. kis „trilógia”):
    - A tokbabújt ember (Человек в футляре)
    - Pöszmétebokor (Крыжовник)
    - A szerelemről (О любви)
- Joris-Karl Huysmans francia szerző La Cathédrale (A székesegyház), egy regénytrilógia második része; az első rész 1895-ben (En route), a harmadik 1903-ban (L'Oblat) jelent meg
- Vicente Blasco Ibáñez spanyol író regénye: La barraca (A kunyhó)
- Henry James amerikai író novellája: The Turn of the Screw (A csavar fordul egyet), kísértethistória
- Henrik Pontoppidan Nobel-díjas dán író regénye: Lykke–Per (Szerencsés Péter); nyolc kötet, 1898–1904
- Jules Verne regénye: Az Orinocon fölfelé [A büszke Orinoco] (Le Superbe Orénoque)
- H. G. Wells: Világok harca (The War of the Worlds), sci-fi

### Költészet
- Naim Frashëri albán romantikus költő eposza: Histori' e Skënderbeut (Szkander bég története)
- Thomas Hardy angol író első verseskötete: Wessex Poems (Wessexi költemények)[1]
- Arno Holz német költő versei: Phantasus (két füzet, 1898–1899)
- Oscar Wilde elbeszélő költeménye: The Ballad of Reading Gaol (A readingi fegyház balladája)

### Dráma
- G. B. Shaw kötete: Plays Unpleasant (Barátságtalan színművek), benne:
  - elsőként színre került darabja: Sartorius úr házai (Widowers' Houses); bemutató 1892-ben
  - 1893-ban írt színműve: A nőcsábász (The Philanderer); bemutató 1905-ben
  - 1893-ban írt színműve: Warrenné mestersége (Mrs. Warren's Profession); bemutató 1902-ben privát előadáson
- August Strindberg drámája: Damaszkusz felé (Till Damaskus, I–III.), drámatrilógia. Első két része 1898-ban jelenik meg, a harmadik 1904-ben. Az első részek bemutatója: 1900. november, Stockholm
- José Echegaray spanyol szerző: A rágalom (La duda)

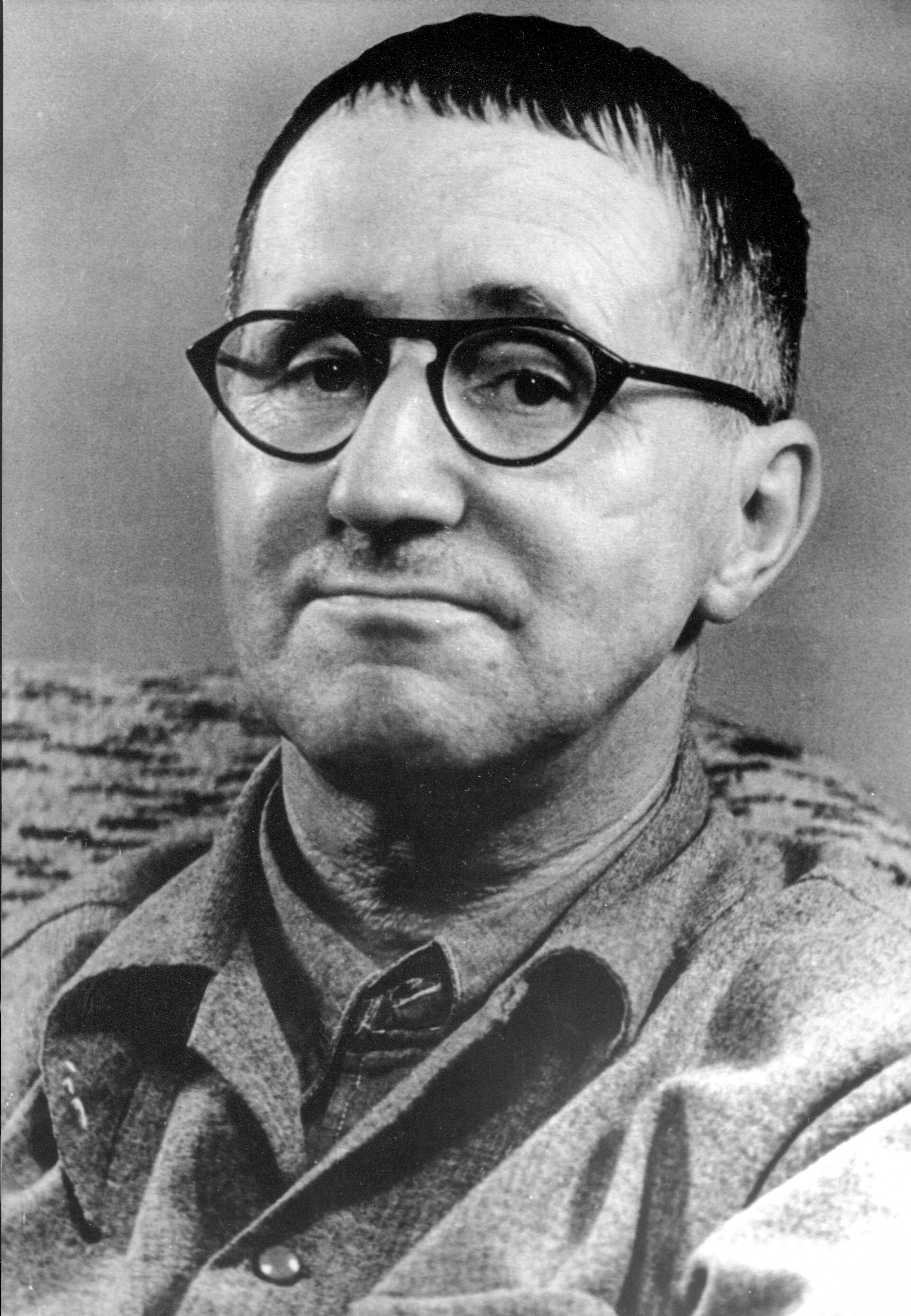
Bertolt Brecht

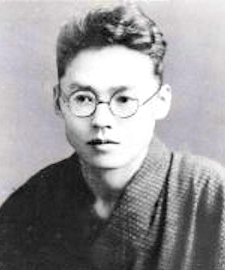
Ibusze Maszudzsi

Fodor József

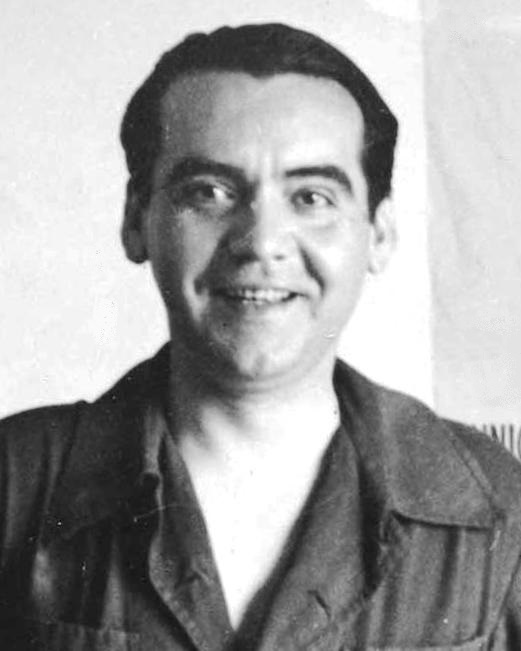
Federico García Lorca

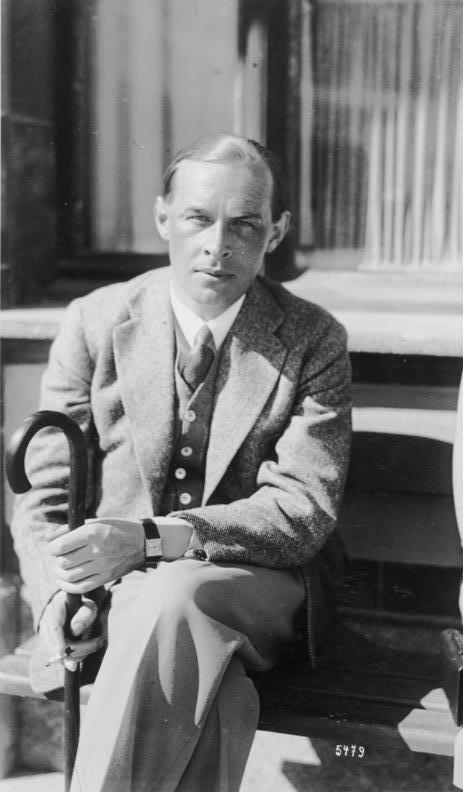
Erich Maria Remarque

- Gabriele D’Annunzio drámája: Città Morta (A halott város), bemutató Párizsban
- Frank Wedekind 1895-ben publikált tragédiája, A föld szelleme (Erdgeist) bemutatója Lipcsében
- Stanisław Wyspiański lengyel szerző drámája: Warszawianka (A varsói nő)
- Gerhart Hauptmann naturalista drámája: 'Fuhrmann Henschel (Henschel fuvaros), bemutató

### Magyar nyelven
- Gárdonyi Géza: Az én falum (rajzok)
- Mikszáth Kálmán regénye: Új Zrínyiász
- Papp Dániel: A rátótiak (regény)
- Arany László verstani tanulmánya: Hangsúly és ritmus
- Thury Zoltán: Katonák (színmű, bemutató a Vígszínházban)
- Berczik Árpád: Himfy dalai, irodalomtörténeti vígjáték (Kisfaludy Sándor és Szegedy Róza szerelmének színpadi feldolgozása)
- Tóth Béla író, filológus, művelődéstörténész hatkötetes gyűjteménye, A magyar anekdótakincs (1898–1904) első kötete

## Születések
- január 8. – Zsolt Béla, a Nyugat második nemzedékéhez sorolt író, lapszerkesztő, politikus († 1949)
- február 10. – Bertolt Brecht német drámaíró, költő, rendező, a 20. századi színház egyik megújítója († 1956)
- február 15. – Ibusze Maszudzsi apán író, esszéista, költő († 1993)
- március 12. – Tien Han kínai drámaíró, költő volt, színész († 1968)
- április 3. – Michel de Ghelderode belga avantgárd drámaíró († 1962)
- április 22. – Fodor József költő, író, műfordító († 1973)
- április 26. – Vicente Aleixandre Nobel-díjas (1977) spanyol költő († 1984)
- május 24. – Ferreira de Castro portugál író († 1974)
- június 5. – Federico García Lorca spanyol költő, drámaíró, festő, zeneszerző († 1936)
- június 22. – Erich Maria Remarque német pacifista és antifasiszta író († 1970)
- augusztus 17. – Kardos László irodalomtörténész, kritikus, műfordító († 1987)
- augusztus 20. – Vilhelm Moberg svéd író, történész († 1973)
- szeptember 3. – Sásdi Sándor író, lapszerkesztő († 1992)
- október 5. – Sinkó Ervin magyar–jugoszláv költő, író, irodalomtörténész († 1967)
- november 29. – Clive Staples Lewis brit regény- és esszéíró, irodalomtörténész († 1963)

## Halálozások
- január 14. – Lewis Carroll angol író, költő, matematikus, anglikán pap és fényképész (* 1832)
- március 23. – Hans Wachenhusen (* 1827)
- augusztus 1. – Arany László költő, népmesegyűjtő, A délibábok hőse szerzője (* 1844)
- szeptember 9. – Stéphane Mallarmé francia költő, műfordító (* 1842)
- szeptember 20. – Theodor Fontane német író, költő, a német költői realizmus jelentős alakja (* 1819)
- november 28. – Conrad Ferdinand Meyer németajkú svájci költő, író (* 1825)